# Chito
Chito ist eine Ortschaft und eine Parroquia rural („ländliches Kirchspiel“) im Kanton Chinchipe der ecuadorianischen Provinz Zamora Chinchipe. Sitz der Verwaltung ist die Ortschaft Chito. Die Parroquia besitzt eine Fläche von 335,9 km². Die Einwohnerzahl lag beim Zensus 2010 bei 1230. Sie ist in den letzten Jahren stark gewachsen und wurde um das Jahr 2020 mit 2121 angegeben. Die Parroquia wurde am 29. Mai 1861 gegründet und gehörte damals noch zum Kanton Loja.

## Lage
Die Parroquia Chito liegt in der Cordillera del Cóndor im äußersten Südosten von Ecuador. Der Hauptort liegt auf einer Höhe von 1180 m knapp 13 km südöstlich vom Kantonshauptort Zumba. Das Verwaltungsgebiet liegt in Höhen zwischen 800 m und 2800 m. Die Parroquia liegt am Linksufer des nach Süden strömenden Río Mayo (Río Chinchipe). Dessen linker Nebenfluss Quebrada San Francisco begrenzt das Areal im Südosten. Der Río Sangola durchquert den zentralen Teil der Parroquia in südwestlicher Richtung. Der Río Punchis, ein weiterer Nebenfluss des Río Mayo, begrenzt die Parroquia im Nordwesten. Im Osten wird die Parroquia von der Cordillera Picorana begrenzt.
Die Parroquia Chito grenzt im  Westen und im Süden an Peru, im Westen an die Parroquias La Chonta, El Chorro und Zumba sowie im Norden an die Parroquias San Francisco del Vergel und La Canela (beide im Kanton Palanda).

## Klima
Das Klima ist subtropisch. Die Jahresniederschläge liegen zwischen 1500 und 2000 mm. Die Temperaturen schwanken zwischen 11 und 27,5 °C.

## Orte und Siedlungen
In der Parroquia gibt es neben dem Hauptort die Barrio La Cruz. Außerdem gehören folgende Kommunen ("Comunidades") zum Verwaltungsgebiet: Balsal, San Luis, Laurel, Nuevos Horizontes, San Joaquín, Nuevo Paraíso, Tres Aguas, La Fortuna, Reina del Cisne, Jesús del Gran Poder, San José de Guayusos, Salto del Inca und Gültico.